# Angsjön, Lappland
Angsjön är en sjö i Åsele kommun i Västerbottens län i landskapet Lappland och ingår i Gideälvens huvudavrinningsområde. Sjön har en area på 0,305 kvadratkilometer och ligger 341 meter över havet. Angsjön ligger i Björnlandet Natura 2000-område. Sjön avvattnas av vattendraget Angsjöbäcken.

## Delavrinningsområde
Angsjön ingår i det delavrinningsområde (709829-160774) som SMHI kallar för Utloppet av Angsjön. Medelhöjden är 408 meter över havet och ytan är 15,34 kvadratkilometer. Det finns inga avrinningsområden uppströms utan avrinningsområdet är högsta punkten. Angsjöbäcken som avvattnar avrinningsområdet har biflödesordning 2, vilket innebär att vattnet flödar genom totalt 2 vattendrag (Flärkån, Gideälven) innan det når havet efter 117 kilometer. Avrinningsområdet består mestadels av skog (89 %). Avrinningsområdet har 0,31 kvadratkilometer vattenytor vilket ger det en sjöprocent på 2 %.

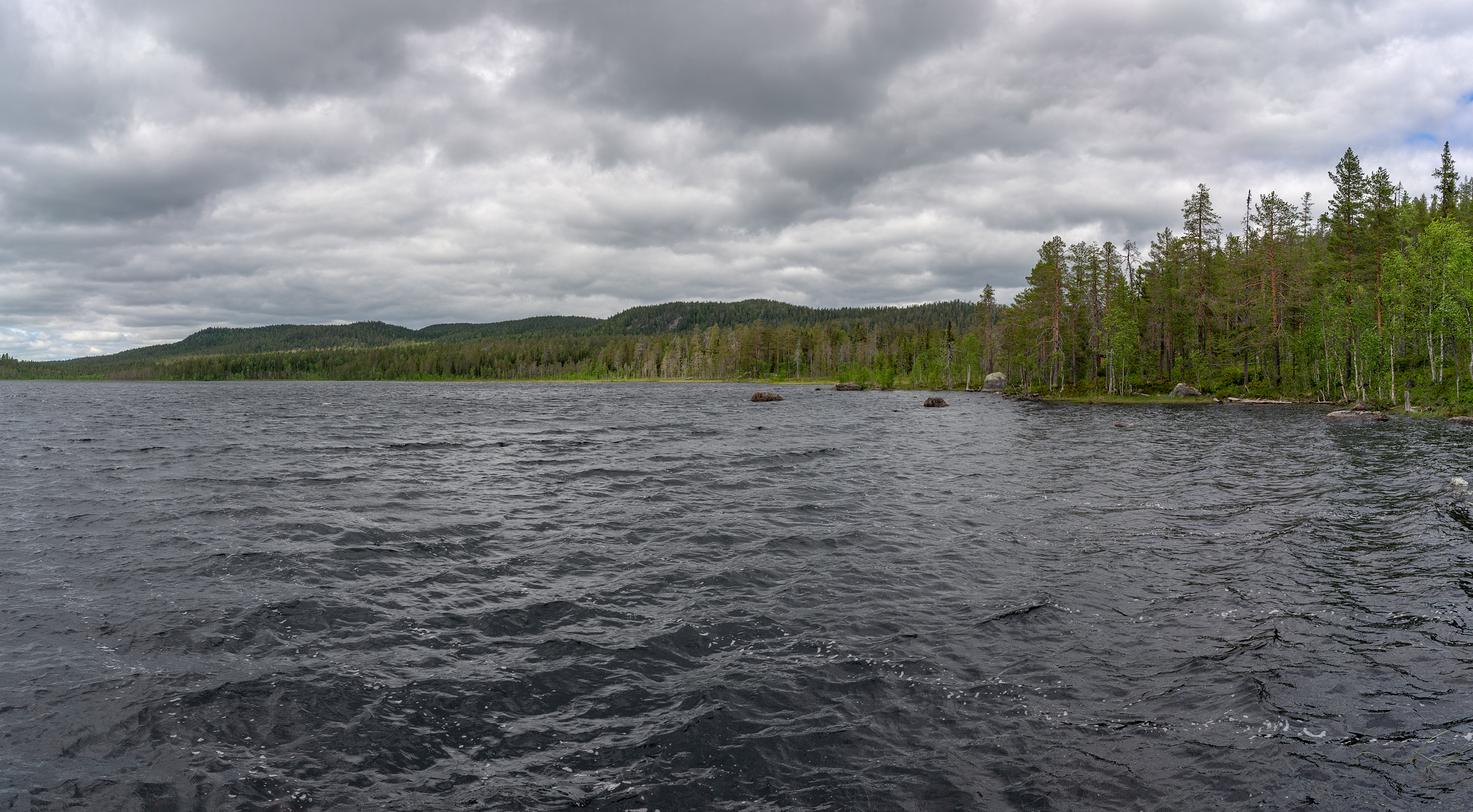
Frisk vind över Angsjön.
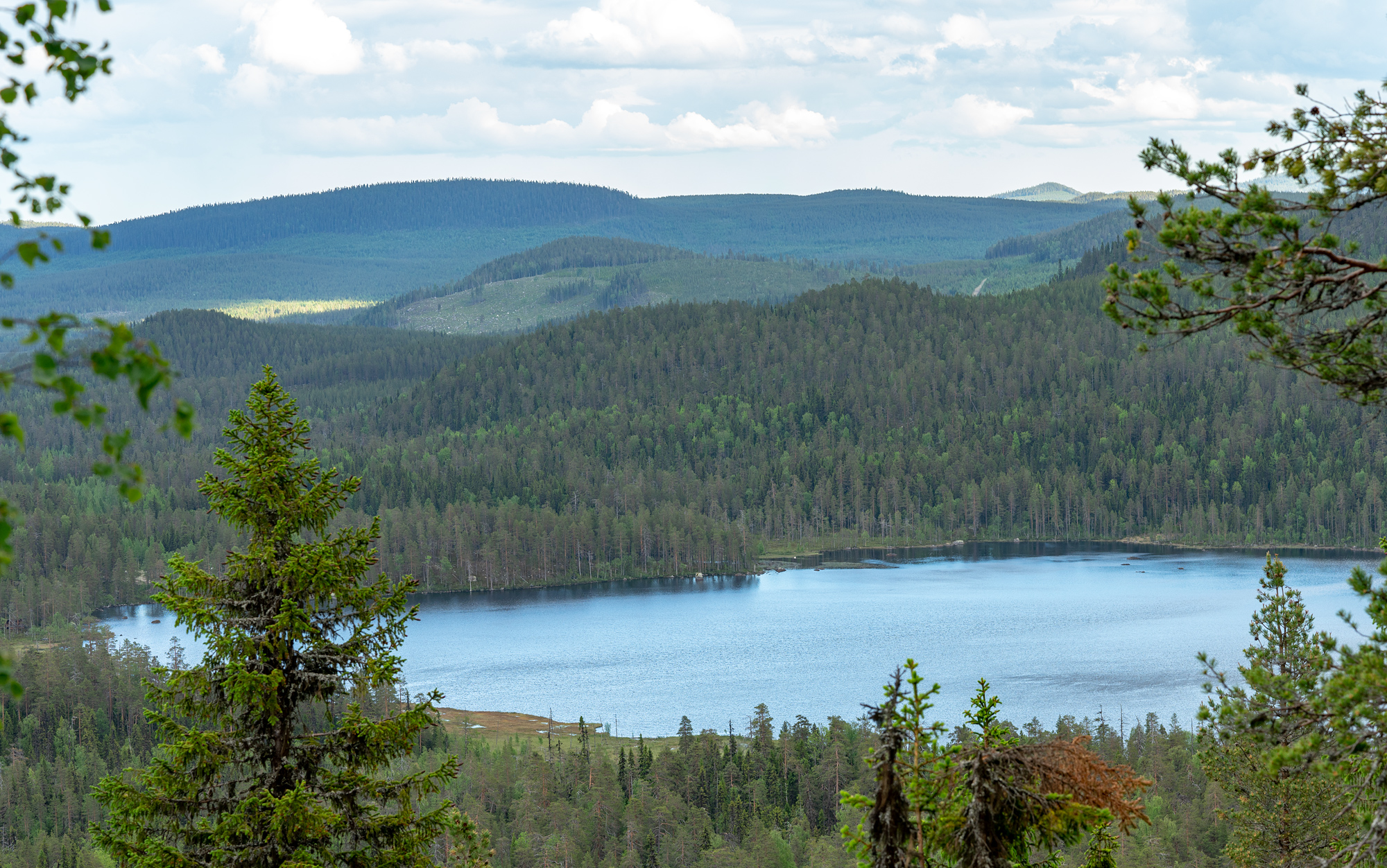
Angsjön - vy från Björnberget.